# مالكولم ألين (سباح)
مالكولم جيمس ألين (بالإنجليزية: Malcolm Allen)‏ (29 مايو 1973 – ) هو سباح، من أستراليا، مثّل بلاده في الألعاب الأولمبية الصيفية 1996.

## انجازاته
احتل المركز الثالث عشر في سباق السباحة الحرة لمسافة 400 متر، وانتهى به المطاف في المركز الرابع مع فريق التتابع الحر للرجال 4 × 200 متر. قبل عام، في بطولة العالم للسباحة القصيرة لعام 1995 في ريو دي جانيرو، فاز بالميدالية البرونزية في سباق 400 متر سباحة حرة.
في 23 يونيو 2000، حصل ألين على الميدالية الرياضية الأسترالية لإنجازاته في السباحة.

## وصلات خارجية
- مالكولم ألين على موقع الاتحاد الدولي للسباحة (الإنجليزية)
- مالكولم ألين على موقع أوليمبيديا (الإنجليزية)
- مالكولم ألين على موقع اللجنة الأولمبية الأسترالية (الإنجليزية)